# Hammy McMillan (curling, 1992)
Hamilton McMillan (conocido como Hammy McMillan; Stranraer, 29 de mayo de 1992) es un deportista británico que compite por Escocia en curling.
Participó en los Juegos Olímpicos de Pekín 2022, obteniendo una medalla de plata en la prueba masculina.
Ganó cuatro medallas en el Campeonato Mundial de Curling entre los años 2018 y 2025, y cinco medallas en el Campeonato Europeo de Curling entre los años 2018 y 2024.

## Palmarés internacional
| Representando al Reino Unido |                            |                   |        |
| Juegos Olímpicos             |                            |                   |        |
| Año                          | Lugar                      | Medalla           | Prueba |
| 2022                         | Pekín (China)              | Medalla de plata  | Equipo |
| Representando a Escocia      |                            |                   |        |
| Campeonato Mundial           |                            |                   |        |
| Año                          | Lugar                      | Medalla           | Prueba |
| 2018                         | Las Vegas (Estados Unidos) | Medalla de bronce | Equipo |
| 2021                         | Calgary (Canadá)           | Medalla de plata  | Equipo |
| 2023                         | Ottawa (Canadá)            | Medalla de oro    | Equipo |
| 2025                         | Moose Jaw (Canadá)         | Medalla de oro    | Equipo |
| Campeonato Europeo           |                            |                   |        |
| Año                          | Lugar                      | Medalla           | Prueba |
| 2018                         | Tallin (Estonia)           | Medalla de oro    | Equipo |
| 2021                         | Lillehammer (Noruega)      | Medalla de oro    | Equipo |
| 2022                         | Östersund (Suecia)         | Medalla de oro    | Equipo |
| 2023                         | Aberdeen (Reino Unido)     | Medalla de oro    | Equipo |
| 2024                         | Lohja (Finlandia)          | Medalla de plata  | Equipo |